# Lígia Fagundes
Lígia Fagundes Muniz  (Juiz de Fora, 4 de julho de 1983) é uma atriz e produtora brasileira. 

## Biografia
Em 2004 iniciou um namoro com o ator Tiago Santiago. Casaram-se em 2007. Juntos, tiverem um único filho, João Lucas Fagundes Santiago, nascido de parto normal, no Rio de Janeiro, em 10 de janeiro de 2008. Após divergências conjugais, o casal divorciou-se em 2011, mas permaneceram bons amigos.

## Carreira

### Televisão
| Ano  | Título                       | Personagem              |
| ---- | ---------------------------- | ----------------------- |
| 2004 | A Escrava Isaura             | Flor de Lís             |
| 2007 | Caminhos do Coração          | Leonor Batista Figueira |
| 2008 | Os Mutantes                  | Leonor Batista Figueira |
| 2009 | Mutantes - Promessas de Amor | Leonor Batista Figueira |
| 2010 | Balada, Baladão              | Repórter                |
| 2014 | Na Mira do Crime             | Neide                   |

### Cinema
| Ano  | Título     | Personagem | Notas          |
| ---- | ---------- | ---------- | -------------- |
| 2012 | Invisíveis | Camila     | Curta-metragem |
| 2018 | Possessões | Laura      |                |

### Internet
- 2017 - Super Crianças (Youtube)

### Teatro
- 2014 - Vertigem Digital.... Eva Harrington